# 1197 en santé et médecine
| Années de la santé et de la médecine : 1194 - 1195 - 1196 - 1197 - 1198 - 1199 - 1200    |
| Décennies de la santé et de la médecine : 1160 - 1170 - 1180 - 1190 - 1200 - 1210 - 1220 |

Cet article présente les faits marquants de l'année 1197 en santé et médecine.

## Événements
- Fondation d'une léproserie à Louvain, au Brabant[1].
- Fondation d'un hôpital à Châteauneuf, en Bourgogne, par Jehan, seigneur du lieu[2].
- Une institution hospitalière, située au pied du mont Blandin, de l'autre côté de la Lys, est attestée à Gand dans une charte de l'abbaye Saint-Pierre[3].
- L'hôpital de la Grave est mentionné pour la première fois dans une charte de Raymond VI, comte de Toulouse[4].
- Un hôpital est attesté à Rochemaure dans le Vivarais, par un acte qui le donne au prieuré clunisien de Rompon[5].

## Personnalités
- Fl. Anselme, médecin, cité dans un acte de vente ou de donation faite à Lambert d'Allevard, évêque de Maurienne[6],[7].
- Fl. Bernard, médecin, cité dans une charte de vente rédigée dans le diocèse de Toulouse[6].
- Fl. Étienne, médecin, cité dans une charte de l'abbaye de Saint-Ruf, près Valence[6].
- Fl. Payen, médecin de Champtonnay en Franche-Comté, cité dans une charte de l'abbaye de Corneux[8].

## Naissance
- Entre 1190 et 1197 : Ibn al-Baitar (mort en 1248), médecin et botaniste arabe, auteur du Kitab al-gami (« Le Livre des simples ») qui rassemble les connaissances pharmacologiques de son temps[9].